# 美丽巴蟹蛛
美丽巴蟹蛛（学名：Bassaniana decorata）为蟹蛛科巴蟹蛛属的动物。分布于日本、朝鲜以及中国大陆的吉林、辽宁、宁夏、河南、浙江等地，常见于旱地和果树上。该物种的模式产地在日本。